# 해로운 남성성

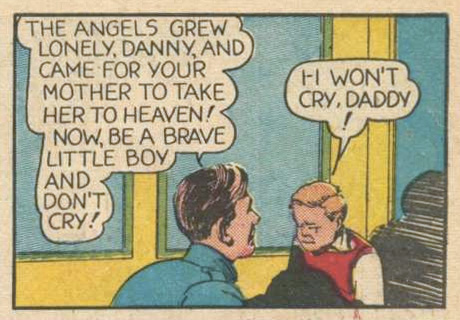
사회학습이론에 따르면, "남자는 울지 않는다"는 말처럼 남자아이들에게 연약한 감정을 억누르도록 가르치는 것은 서구 사회에서 성별 사회화의 중요한 부분으로 여겨진다.

해로운 남성성이라는 개념은 학계와 미디어 담론에서 지배적인 남성성 중 사회적으로 해로운 측면을 지칭할 때 사용된다. 여기에는 여성혐오, 동성애 혐오, 폭력적인 지배 등이 포함된다. 이러한 특성들은 성폭력과 가정폭력을 포함한 폭력을 조장한다는 이유로 '해롭다'고 간주된다. 소년기에 이루어지는 사회화 과정은 때때로 폭력을 정당화하기도 하는데, 예를 들어 괴롭힘이나 공격성을 두고 "남자애들은 원래 그래"라고 말하는 것이 그 예시이다.
자기 의존성과 감정 억압은 남성의 심리적 문제, 예를 들어 우울증, 스트레스 증가, 약물 사용 장애 등과 연관되어 있다. 해로운 남성성의 특성은 수감된 남성들 사이에서 암묵적으로 통용되는 행동 규범의 일부로 나타나며, 이는 교도소의 가혹한 환경에 대한 반응으로 형성되기도 한다.
전통적으로 남성적인 특성으로 여겨지는 일에 대한 헌신, 스포츠에서의 뛰어난 성과에 대한 자부심, 가족 부양 등은 해로운 것으로 간주되지 않는다. 해로운 남성성이라는 개념은 처음에는 셰퍼드 블리스와 같은 신화시적 남성운동과 관련된 저자들에 의해 사용되었다. 이들은 고정관념적인 남성상과 남성이 현대 사회에서 소외되었다고 여겨지는 '진정한' 혹은 '깊은' 남성성을 대비시켰다. 한편, '해로운 남성성'이라는 용어에 비판적인 시각도 있으며, 이 용어가 성별과 관련된 문제가 남성의 본질적인 특성에서 비롯된 것처럼 잘못 암시할 수 있다는 지적이 있다.

## 용어
'해로운 남성성'이라는 용어는 1980년대와 1990년대의 신화시적 남성운동에서 유래했다. 이후 이 개념은 학술적 글쓰기와 대중 매체 모두에서 널리 사용되기 시작했다. 2010년대 이후의 미디어 담론에서는 이 용어를 전통적이고 고정관념적인 남성성과 남성다움의 규범을 지칭하는 데 사용하고 있다. 사회학자 마이클 플러드에 따르면, 이러한 규범에는 소년과 남성이 능동적이고, 공격적이며, 강인하고, 대담하며, 지배적이어야 한다는 기대가 포함된다.

### 신화시적 운동
신화시적 남성운동과 관련된 일부 저자들은 남성에게 폭력적이고, 경쟁적이며, 독립적이고, 감정을 드러내지 않아야 한다는 사회적 압력을 ‘해로운’ 형태의 남성성으로 지칭하면서, 현대 사회에서 남성들이 잃어버린 ‘진정한’ 혹은 ‘깊은’ 남성성과 대비시켰다. 학자 셰퍼드 블리스는 전사 윤리에 내포된 ‘잠재적으로 해로운 남성성’에 대한 대안으로 농본주의로의 회귀를 제안했다. 사회학자 마이클 킴멜은 블리스의 해로운 남성성 개념을, 남성들이 전통적인 권위가 여성운동에 의해 도전받는 시대적 맥락에서 느끼는 무력감에 대한 신화시적 운동의 반응 중 하나로 설명한다.
예를 들어 셰퍼드 블리스는 자신이 ‘해로운 남성성’이라고 부르는 것을 강하게 비판하며, 그것이 세상의 대부분의 악의 원인이라고 주장한다. 동시에, 불을 끄고 밭을 갈며 가족을 돌보는 남성들의 알려지지 않은 선함을 강조한다.

### 학문적 사용
사회과학에서 해로운 남성성은 남성, 여성, 그리고 사회 전체에 해로울 수 있는 전통적인 문화적 남성 규범을 의미한다. 이 개념은 남성이나 남성적인 특성 자체를 비난하는 것이 아니라, 지배, 자기 의존, 경쟁과 같은 전통적인 남성 이상에 대한 순응이 초래하는 해로운 영향을 강조한다. 해로운 남성성은 전통적인 남성 역할에 대한 고수가 소년과 남성들이 자유롭게 감정을 표현하는 것을 낙인찍고 제한하는 동시에, 분노와 같은 특정 감정은 과도하게 강조하는 방식으로 나타난다고 정의된다. 이는 남성이 경제적, 정치적, 사회적으로 지배력을 추구하고 성취해야 한다는 기대와 연결되어 있다.
젠더 연구의 맥락에서, 래윈 코넬은 본질적인 특성이라기보다 자신이 ‘지배적인 남성성’이라고 부르는 것에서 비롯될 수 있는 해로운 행위를 언급한다. 코넬은 신체적 폭력과 같은 행위가 서구 사회에서 남성이 여성에 대한 지배를 강화하는 수단이 될 수 있다고 주장한다. 그녀는 이러한 행위들이 지배적인 남성성의 두드러진 특징이라는 점을 강조하지만, 그것이 항상 지배적인 남성성을 정의하는 핵심 요소는 아니라고 본다.
라이트 연구소의 테리 쿠퍼스는 해로운 남성성을 “지배, 여성의 평가절하, 동성애 혐오, 무분별한 폭력을 조장하는 사회적으로 퇴행적인 남성 특성들의 집합”이라고 설명하며, 이는 타인을 공격적으로 지배하고 경쟁하려는 욕구와 관련이 있다고 본다. 쿠퍼스에 따르면 해로운 남성성은 지배적인 남성성 중에서도 여성혐오, 동성애 혐오, 탐욕, 폭력적 지배와 같은 사회적으로 파괴적인 요소를 포함한다. 이는 스포츠에서 이기는 능력에 대한 자부심, 친구와의 연대, 직장에서의 성공, 가족 부양과 같은 긍정적인 특성과는 구별된다. 한편 페미니스트 작가 존 스톨텐버그는 전통적인 남성성의 모든 개념이 해롭다고 주장하며, 이러한 개념들이 여성 억압을 강화한다고 본다.

## 성별 규범
쿠퍼스에 따르면, 해로운 남성적 성 역할은 미국 교도소 내 남성들의 삶에서 두드러지게 나타나며, 이는 교도관과 수감자 모두의 행동에 반영된다. 극단적인 자기 의존, 폭력을 통한 다른 남성에 대한 지배, 여성스럽거나 약해 보이는 모습을 피하려는 태도는 수감자들 사이에서 암묵적으로 통용되는 규범을 이룬다. 처벌, 사회적 고립, 공격성이 특징인 교도소 환경 속에서, 연약한 감정을 억제하는 것은 생존을 위한 전략으로 자주 채택된다. 이러한 요인들은 남성 수감자들의 자살과도 관련이 있을 가능성이 있다.
해로운 남성성은 또래 남학생들 간의 괴롭힘이나 가정 내에서 남자아이에게 가해지는 가정폭력의 형태로 나타나기도 한다. 소년기에 이루어지는 폭력적인 사회화 과정은 공격성을 조장하고 인간관계 형성을 억제함으로써 심리적 트라우마를 유발한다. 이러한 트라우마는 "남자애들은 원래 그래"라는 말처럼 자주 무시되기도 한다. 강인함, 지배력, 자기 의존, 감정의 억제를 강조하는 이상화된 남성 역할의 주입은 영아기부터 시작될 수 있으며, 이러한 규범은 부모, 남성 친척, 지역사회 구성원들에 의해 전달된다. 유튜브와 같은 웹사이트의 남성성 표현 또한 이러한 고정관념적인 성 역할을 강화하는 경향이 있다.
로널드 F. 레반트 등 여러 연구자들에 따르면, 전통적으로 규정된 남성 행동은 해로운 영향을 초래할 수 있다. 여기에는 폭력(성폭력과 가정폭력을 포함), 성적 문란, 위험하거나 사회적으로 무책임한 행동(약물 사용 장애 포함), 그리고 대인관계의 장애 등이 포함된다.

## 건강에 미치는 영향
미국심리학회(APA)는 '전통적인 남성성 이데올로기'가 정신적·신체적 건강에 부정적인 영향을 미친다고 주장한다. 위험 감수, 폭력, 지배성, 일 중심의 사고방식, 감정 통제, 승리에 대한 집착, 사회적 지위 추구 등 전통적인 남성 문화 규범을 따르는 남성은 우울증, 스트레스, 신체 이미지 왜곡, 약물 사용, 낮은 사회적 기능 등 다양한 심리적 문제를 겪을 가능성이 더 높다. 이러한 경향은 자기 의존, 여성에 대한 지배 욕구, 성적 문란과 같은 '해로운' 남성 규범을 동시에 강조하는 남성에게서 더욱 강하게 나타난다. 한편, 영국심리학회(BPS)는 해로운 남성성이나 지배적인 남성성과 같은 개념이 특정 행동을 설명하기 위한 의도에서 출발했더라도, 모든 남성이 어떤 방식으로든 문제가 있다는 인식을 줄 수 있다고 지적하며, 남성의 정신 건강을 다룰 때 가부장제 이론과 같은 '이데올로기적 접근'은 지양해야 한다고 주장한다.
해로운 남성성은 사회적으로 형성된 공중보건 문제와도 관련이 있다. 예를 들어, 남성에게서 높은 비율로 나타나는 알코올 중독과 특정 암, 그리고 성적 전리품 획득을 중시하는 행동이 HIV 및 기타 성병의 전염률에 영향을 미치는 경우 등이 이에 해당한다.
정신과 의사 프랭크 피트먼은 전통적인 남성 규범이 남성에게 해를 끼친다고 지적하며, 이로 인해 기대수명이 짧아지고, 폭력적 사망의 발생률이 높아지며, 폐암이나 간경변과 같은 질병의 위험이 증가한다고 설명했다.

## 비판
일부 보수주의자들과 많은 대안우파 인사들은 해로운 남성성이라는 개념이 일관성이 없다고 보거나, 그런 개념 자체가 존재하지 않는다고 주장한다. 2019년 1월, 미국심리학회(APA)가 ‘전통적인 남성성 이데올로기’가 초래할 수 있는 해로움에 대해 경고하는 새로운 지침을 발표하자, 보수 성향의 정치 평론가들은 이를 남성성에 대한 공격으로 비판했다. 이에 대해 APA 전문직 실무 책임자인 재러드 스킬링스는 보수 진영의 비판에 대해, 보고서가 언급하는 전통적 남성성은 폭력, 과도한 경쟁심, 약점을 인정하지 않으려는 태도 같은 부정적인 특성을 지칭한다고 설명했다. 그는 또한 보고서에는 용기, 리더십, 보호 본능과 같이 전통적으로 남성성과 연관된 긍정적인 특성도 함께 다루고 있음을 강조했다. 한편 일부 페미니스트들은 해로운 남성성이란 개념이 본질주의적이며, 남성성과 관련된 해로운 행동과 태도의 원인을 선택과 맥락이라는 요소를 무시한 채 설명한다고 비판한다.

## 같이 보기
- 양가적 성차별주의(영어판)
- 나쁜 소년의 원형(영어판)
- 성폭력의 원인(영어판)
- 내면화된 성차별(영어판)
- 취약한 남성성
- 청년 문화(영어판)
- 마치스모
- 남성 특권(영어판)
- NotAllMen(영어판)
- 가부장제
- 위태로운 남성성
- 교도소 내 성폭력(영어판)
- 강간 문화
- 로이드 레이지(영어판)
- 성차별
- 성적 괴롭힘(영어판)
- 성희롱
- 스토킹
- '여성은 훌륭한 존재' 효과(영어판)

1. ↑  Levant, Ronald F. (1996). “The new psychology of men” (PDF). 《Professional Psychology: Research and Practice》 27 (3): 259–265. doi:10.1037/0735-7028.27.3.259.
2. ↑  Lindsey, Linda L. (2015). 《Gender Roles: A Sociological Perspective》. Routledge. 70쪽. ISBN 978-1-31-734808-5.
3. ↑  Qué es la masculinidad tóxica que empiezan a cuestionar las publicidades. Clarín. 23 de julio de 2018.
4. ↑  ¿Qué es la masculinidad tóxica? y ¿cómo te afecta? 보관됨 2019-08-05 - 웨이백 머신 Men’s Health. 7 de diciembre de 2018.
5. ↑  Salter, Michael (27 de febrero de 2019). “The Problem With a Fight Against Toxic Masculinity”. 《The Atlantic》.
6. ↑  Flood, Michael. “Toxic masculinity: A primer and commentary”. 《XY》. 12 de junio de 2019에 확인함.
7. ↑  틀:Cita noticia
8. ↑  틀:Cita noticia
9. ↑   (PDF) https://www.apa.org/pubs/journals/releases/cou-cou0000176.pdf. |제목=이(가) 없거나 비었음 (도움말)
10. ↑  Sculos, Bryant (2017년 11월 30일). “Who’s Afraid of ‘Toxic Masculinity’?”. 《Class, Race and Corporate Power》. doi:10.25148/CRCP.5.3.006517. ISSN 2330-6297. 2021년 3월 1일에 확인함.
11. ↑   https://www.theatlantic.com/health/archive/2019/02/toxic-masculinity-history/583411/. |제목=이(가) 없거나 비었음 (도움말)
12. ↑   https://www.usatoday.com/story/news/investigations/2019/01/10/american-psychological-association-traditional-masculinity-harmful/2538520002/. |제목=이(가) 없거나 비었음 (도움말)
13. ↑   https://www.usatoday.com/story/news/investigations/2019/01/10/american-psychological-association-traditional-masculinity-harmful/2538520002/. |제목=이(가) 없거나 비었음 (도움말)
14. ↑  Waling, Andrea (October 2019). “Problematising 'Toxic' and 'Healthy' Masculinity for Addressing Gender Inequalities”. 《Australian Feminist Studies》 (Adelaide, Australia: Routledge) 34 (101): 362–375. doi:10.1080/08164649.2019.1679021.